# Sigurd Ring
Sigurd Ring, fornvästnordiska Sigurðr hringr, var en mytisk sveakung som står omnämnd i Gesta Danorum, Hervarar Saga och Sögubrot af nokkrum fornkonungum, och ska ha levt under 700-talet, möjligen död cirka 770.

## Biografi
Han var enligt sagan son till Randver och en släkting eller frände (faderns halvbror) danakungen Harald Hildetand, vilken satte honom som lydkonung i Svitjod. Han gjorde uppror och besegrade sin farbror under det kolossala slaget vid Bråvalla, vilket inträffade kring året 750 och medförde att Östergötland övergick i svearnas välde och därefter blev han även kung av Danmark.
Sigurd regerade tills han blev mycket gammal och då på sin ålders höst blev han förälskad i en ung flicka som kallades Alvsol av Vendsyssel. Han fick dock inte gifta sig med Alvsol varmed han istället försökte erövra henne med våld och angrep hennes bröder, vilka han alla dödade under striden. Sigurd blev dock själv dödligt sårad och Alvsol hade tagit gift för att inte bli bortrövad. Sigurd lät lasta den döda flickans kropp, hennes bröder och de andra stupade på ett skepp. Därpå satte han eld på skeppet och begick självmord genom att störta sig på sitt eget svärd, medan han var ombord på det brinnande dödsskeppet som drev ut till havs.
Enligt en annan utsaga stupade Sigurd Ring i slaget på Bråvalla. På Haralds sida deltog en dansk krigshär och på Sigurds sida stred västgötar, svear och norrmän. Bakom sagan ligger förmodligen minnen från strider mellan götar och svear under folkvandringstiden.
Sigurd Ring ska enligt Ragnar Lodbroks saga ha varit far till Ragnar Lodbrok.
Han är huvudperson i pjäsen Sigurd Ring av Erik Johan Stagnelius.